# Software de gráficos 3D

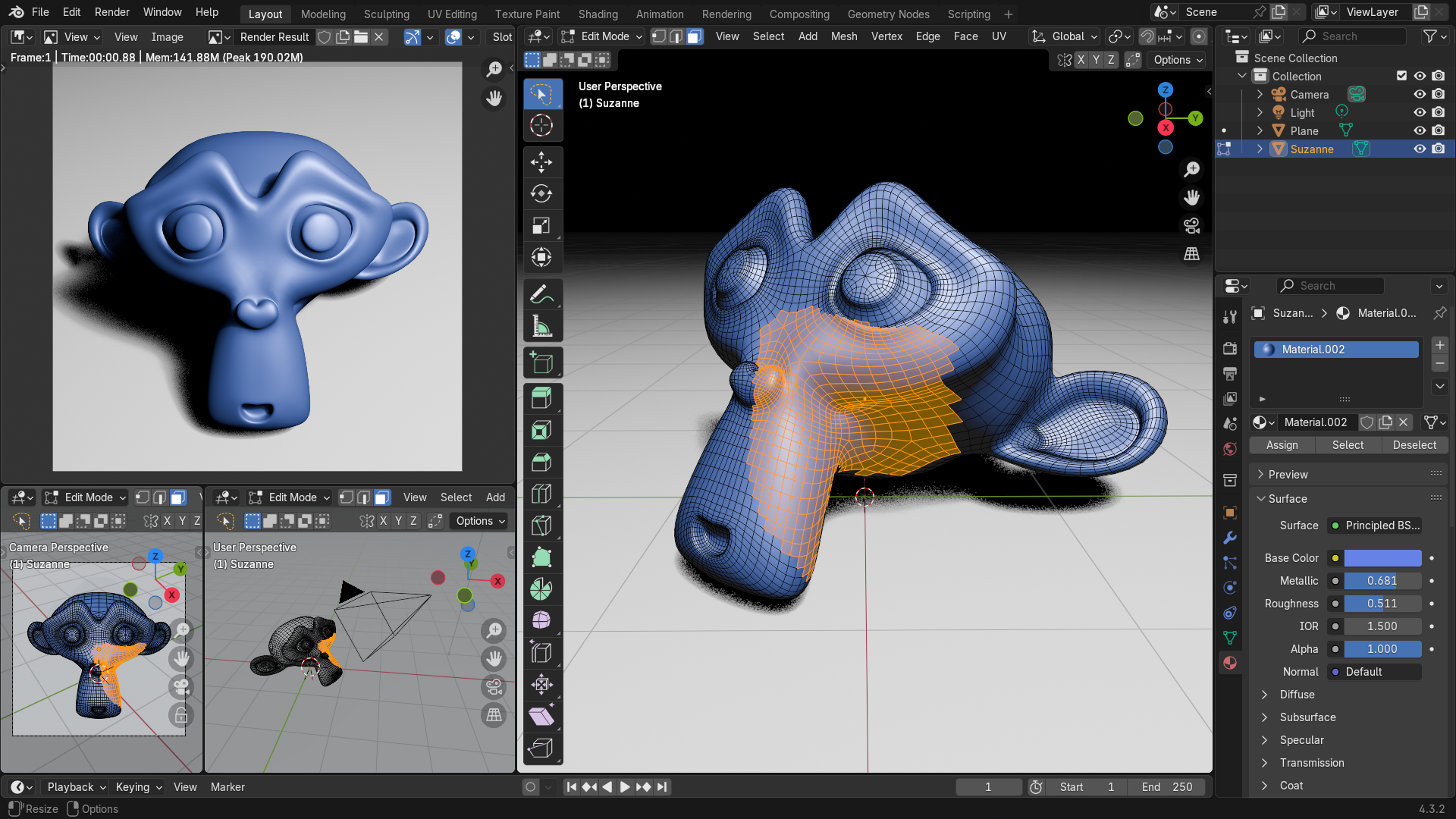
Blender, un programa de modelado y animación en 3D.

El software de gráficos 3D es el conjunto de aplicaciones que permiten la creación y manipulación de gráficos 3D por computadora. Estas aplicaciones son usadas tanto para la creación de imágenes como en la animación por computadora.

## Aplicaciones para gráficos 3D
A pesar de haber muchas aplicaciones de modelado y animación 3D, algunas de las que se han ganado la mayor popularidad son:
- 3D Studio Max: Fue originalmente escrito por Kinetix (una división de Autodesk) como el sucesor de 3D Studio para DOS. Más tarde Kinetix se fusionaría con la última adquisición de Autodesk, Discreet Logic.
- Blender: Programa de creación de contenido 3D que abarca desde el modelado y animación hasta la composición y renderización de complejas escenas en 3D. Es software libre, y cuenta con características como soporte para programación bajo Python con una amplia gama de script en constante desarrollo, posee un motor de render propio, y una gran base de usuarios.
- Cinema 4D : Este programa de la compañía alemana Maxon es una de las mejores opciones de la industria (entre otras cosas por abarcar todas las disciplinas de 3D) a pesar de ser poco conocido por ser europeo y no estadounidense.
- Lightwave 3D: Fue originalmente desarrollado por Amiga Computers a principios de la década de los 90. Más tarde evolucionó en un avanzado paquete gráfico y animación 3D. Actualmente disponible para Windows, Mac OS y Mac OS X. El programa consiste en dos componentes: el modelador y el editor de escena. Es utilizado en multitud de productoras de efectos visuales como Digital Domain.
- Maya: Es un software popular en la industria, es utilizado por multitud de importantes estudios de efectos visuales en combinación con RenderMan, el motor de render fotorrealista de Pixar.
- Softimage XSI: Fue un contrincante de Maya, que desde 2015 fue abandonado.[1] En 1987, Softimage Inc, una compañía situada en Montreal, escribió Softimage|3D, que se convirtió rápidamente en el programa de 3D más popular de ese período. En 1994, Microsoft compró Softimage Inc. y comenzaron a reescribir SoftImage|3D para Windows NT. El resultado se llamó Softimage|XSI. En 1998 Microsoft vendió Softimage a Avid.
- ZBrush: Es un software de modelado 3d, escultura y pintura digital diseñado por Pixologic que almacena información de iluminación, color, material y profundidad para todos los objetos en la pantalla. La principal diferencia entre ZBrush y los paquetes de modelado más tradicionales es que es más parecida la sensación de "esculpir".

Junto a estas aplicaciones, hay otras que no se han ganado la aceptación general, pero que proporcionan avanzadas características. Algunas son:
- formZ: Ofrece manipulación topológica de las geometrías.
- Moray: Modelador para POV-Ray.
- POV-Ray: Un avanzado programa gratuito de Raytracing. Usa su propio lenguaje de descripción de escena, con características como macros, bucles y declaraciones condicionales. Es completamente gratuito aunque no fue lanzado bajo GPL. No incluye modelador.
- RealSoft3D: Modelador 3D para Linux y Windows. Incluye rénder.
- Rhinoceros 3D: Un potente modelador bajo NURBS.
- SketchUp: Programa de modelado 3D adquirido por Google. Existe una versión gratuita y una versión SketchupPro. La razón por la que Google adquirió SketchUp (antes llamado @Last Software) es para mejorar los plugins del programa de mapas en 3D Google Earth, Trimble adquirió Sketchup de Google en el 2012.
- TrueSpace: una aplicación 3D integrada, con una interfaz muy intuitiva. Una característica distintiva de esta aplicación es que todas las fases de creación de gráficos 3D son realizadas dentro de un único programa. No es tan avanzado como los paquetes líderes, pero provee características como simulación de fenómenos físicos (viento, gravedad, colisiones entre cuerpos).